# Haystacks Calhoun
William Dee Calhoun, detto Haystacks (Morgan's Corner, 3 agosto 1934 – McKinney, 7 dicembre 1989), è stato un wrestler statunitense, celebre per l'enorme stazza (quasi 300 kg). Inoltre è stato campione mondiale di coppia WWWF insieme a Tony Garea. La sua particolare figura è stata d'ispirazione per futuri colossi del ring come One Man Gang, Giant Haystacks, e King Kong Bundy, e la gimmick da lui interpretata è stata presa a modello per quelle di altri famosi "campagnoli" del wrestling come Hillbilly Jim, Uncle Elmer, e il tag team dei Godwinns.

## Biografia

### Gioventù
Nato il 3 agosto 1934, William Dee Calhoun crebbe in una fattoria a McKinney, piccola cittadina nello Stato del Texas. William era un bambino insolitamente grande con uno straordinario appetito (si racconta che facesse regolarmente colazione al mattino mangiandosi dodici uova); e all'età di 14 anni, era già arrivato a pesare quasi 140 kg. Il suo peso continuò ad aumentare incessantemente; intorno ai vent'anni aveva ormai raggiunto i 300 kg, causandogli anche i primi problemi di salute. Calhoun fece i primi passi nel mondo del wrestling nel 1955, iniziando a lottare nella piccola compagnia locale di proprietà dell'ex campione mondiale NWA Orville Brown, che aveva visto nel gigantesco William una possibile grande attrazione per uno sport ancora molto bisognoso di pubblico per affermarsi.

### Carriera

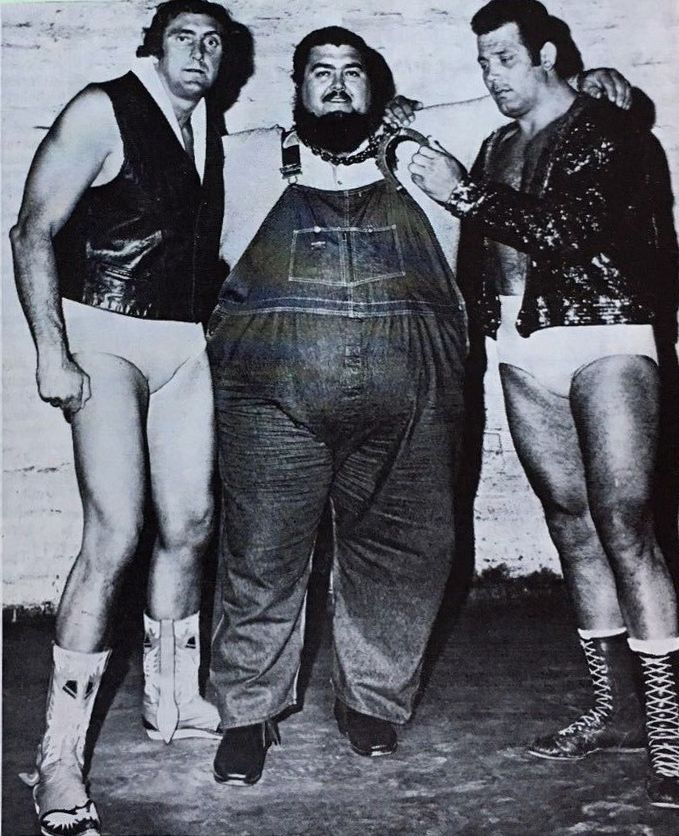
Haystacks Calhoun (al centro) con Tex McKenzie (sinistra) e Mario Milano (destra)

Inizialmente Calhoun combatteva con il ring name di “Country Boy Calhoun”, e presto divenne una celebrità nel circuito indipendente lottando per diverse federazioni regionali con sede a Houston, Kansas City, e persino in Canada. Il debutto sulla scena nazionale avvenne però quando apparve in TV nello show Art Linkletter’s House Party, nel quale Calhoun dava dimostrazioni della sua forza bruta sbalordendo il pubblico. Come risultato, si guadagnò il soprannome di “Haystacks” (che in italiano è traducibile come "covone di fieno", un riferimento alla sua stazza); ed iniziò a calcare la mano nella sua gimmick del campagnolo rozzo, facendosi crescere la barba incolta, vestendo sempre con magliette bianche e salopette di jeans, e portando un grosso ferro di cavallo intorno al collo.
Nonostante la sua presenza imponente, Haystacks Calhoun divenne un beniamino dei fan, interpretando il personaggio del ragazzo di campagna un po' tonto ma dal cuore buono. Date le sue particolari doti fisiche, Calhoun non veniva considerato dai promoter come un possibile campione, ma piuttosto come un'attrazione speciale da impiegare in match a stipulazione particolare come gli Handicap match e le Battle Royal, allo stesso modo di come verrà impiegato André the Giant una ventina di anni dopo.
Comunque, anche se la sua gigantesca mole era la ragione principale del suo successo, Haystacks Calhoun era determinato a non essere solo una mero fenomeno da baraccone; e le sue tecniche di combattimento furono rivoluzionarie per la categoria dei pesi massimi, dispiegando un grande repertorio di prese e una notevole velocità per un uomo della sua stazza. L'"atleticità" di Calhoun non fu mai così evidente come negli incontri da lui disputati contro un altro colosso del wrestling, Happy Humphrey (vero nome: William Cobb), durante gli anni sessanta. Con i suoi 360 kg di peso, Happy Humphrey sovrastava ampiamente Calhoun, ma mentre Humphrey era a malapena in grado di muoversi sul ring, Haystacks era un wrestler a tutto tondo, e si aggiudicò la maggior parte dei confronti, il più delle volte per count-out.
Negli anni sessanta, Haystacks Calhoun continuò ad essere una delle star più famose nel wrestling ed uno dei suoi personaggi più riconoscibili. L'essere riuscito a sollevare da terra Calhoun, contribuì alla leggenda della carriera di Bruno Sammartino. Anche se principalmente attivo sulla costa orientale degli Stati Uniti, Calhoun lottò spesso anche in Australia prendendo parte ai tour organizzati dal promoter Sam Menacker. Poi combatté nella NWA All Star Wrestling a Vancouver, dove vinse per due volte l'NWA Canadian Tag Team Title in coppia con Don Leo Jonathan. Dopo un memorabile feud con Dick the Bruiser, Calhoun diventò uno dei wrestler face più celebri degli Stati Uniti.
Nonostante non abbia mai combattuto per un titolo mondiale come wrestler singolo, Haystacks Calhoun eccelleva particolarmente nelle competizioni tag team; e nel 1966 conquistò sia il titolo Tri-States U.S. Tag Team che l'NWA Canadian Tag Team Title, combattendo insieme a Jack Brisco e Don Leo Jonathan rispettivamente. Inoltre, fu una delle prime stelle di una giovane compagnia chiamata World Wide Wrestling Federation, che in futuro diventerà l'assoluta leader di settore.

### WWWF World Tag Team Championship (1973)
Il 30 maggio 1973, Calhoun e Tony Garea sconfissero il duo giapponese formato da Mr. Fuji e dal Prof. Toru Tanaka vincendo le cinture WWWF Tag Team; ma il periodo di trionfo fu breve, in quanto il peso eccessivo e le cattive condizioni di salute derivanti da esso, costrinsero ben presto Calhoun al ritiro. Dopo aver perso le cinture di coppia l'11 settembre 1973, la carriera di Calhoun andò scemando sempre più. Negli ultimi anni di vita rimase confinato in un letto dopo aver subito l'amputazione della gamba sinistra a causa del diabete nel 1986.

### Morte
Calhoun morì all'età di 55 anni il 7 dicembre 1989; e la WWE lo inserì nella lista dei 50 lottatori più grandi di sempre della federazione. È sepolto all'interno dello Scott Cemetery, nella Contea di Collin, nel Texas.

## Personaggio
- Mossa finale: Big splash

## Titoli e riconoscimenti
- NWA All-Star Wrestling
  - NWA Canadian Tag Team Championship (Vancouver version) (2) - con Don Leo Jonathan
- NWA Tri-State
  - NWA United States Tag Team Championship (Tri-State version) (1) - con Jack Brisco
- World Wide Wrestling Federation
  - WWWF World Tag Team Championship (1) - con Tony Garea
- WWE Hall of Fame
  - Classe del 2017 - Introduzione d'onore

## Nei media
- William Calhoun viene citato nel romanzo It di Stephen King, dove il personaggio di Ben Hanscom viene soprannominato "haystack" ("covone" nella traduzione italiana del libro) a causa della sua considerevole stazza.